# Вила Бискоси
Вила Бискоси (итал. Villa Biscossi) је насеље у Италији у округу Павија, региону Ломбардија.
Према процени из 2011. у насељу је живело 73 становника. Насеље се налази на надморској висини од 96 м.

## Становништво
| 1931. | 1936. | 1951. | 1961. | 1971. | 1981. | 1991. | 2001. | 2011. |
| ----- | ----- | ----- | ----- | ----- | ----- | ----- | ----- | ----- |
| 361   | 338   | 334   | 279   | 141   | 94    | 87    | 73    | 75    |